# Thunderbird Bay (Teksas)
Thunderbird Bay je naseljeno mjesto za statističke potrebe u američkoj saveznoj državi Teksas. Prema popisu stanovništva iz 2010. u njemu je živjelo 663 stanovnika.